# Feldbrunnen-St. Niklaus
Feldbrunnen-Sankt Niklaus är en ort och kommun i distriktet Lebern i kantonen Solothurn, Schweiz. Kommunen har 1 027 invånare (2023).
Orten består av ortsdelarna Feldbrunnen och Sankt Niklaus.